# Бокаж

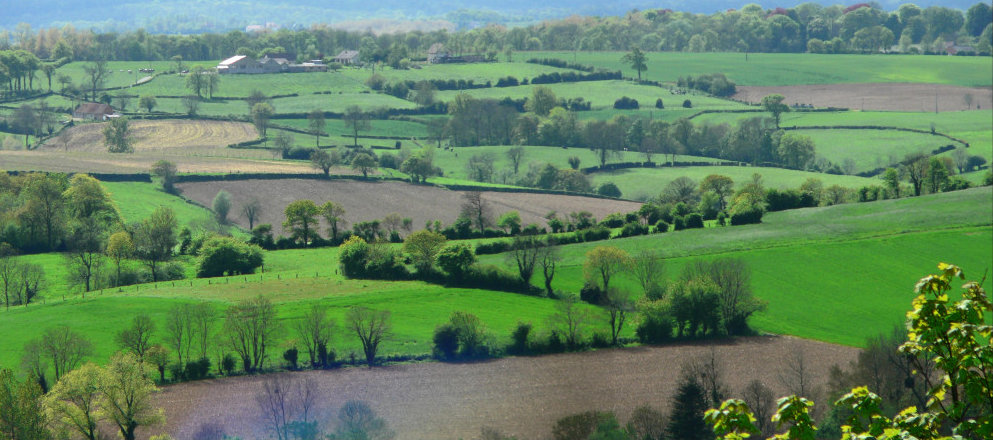
Бокаж близ Булони

Бокаж (фр. Bocage) — тип культурного ландшафта и регион с данным типом ландшафта, где пастбища, поля и луга отделены друг от друга и окружены земляными насыпями, увенчанными живой изгородью, рядами деревьев, лесопосадками или полеском. Наиболее известны французские бокажи сельскохозяйственных районов Нормандии и Бретани, но они встречаются и в других странах. Подобная система была предназначена в первую очередь для защиты от ветра, осадков, эрозии почвы, но в то же время она существенно снижает видимость.
Живые изгороди бокажей использовались немецкими войсками для обороны после высадки союзников в Нормандии в 1944 году, что привело к значительным потерям среди американских военнослужащих.

## Происхождение слова
Слово бокаж, вероятно, происходит от нормандского слова боскаж (норман. boscage), которое, в свою очередь, развилось из старофранцузского корня боск (старофр. bosc), что значит лес. В современных топонимах этот термин произносится как [bɔk] или [bo]. Бокаж близок по происхождению к словам норман. boquillon (лесоруб), старонорман. bosquier, старофр. boscheron, bûcheron. Схожее слово есть в скандинавских языках, например, швед. buskage. Все подобные слова восходят к прагерм. bosk.

## Особенности
Данный тип местности характерен для районов с прохладным влажным океаническим ветреным климатом, в первую очередь для западных и северо-западных районов Франции, особенно в Нормандии. Также встречается на Британских островах (например, в графстве Девон), в Бельгии и Дании. Данный тип ландшафта также характеризуется низкой плотностью населения, проживающего в основном на фермах и в деревушках. Французский географ Жорж Пьер в своей книге «Франция. Экономическая и социальная география» приводит следующее описание этого типа ландшафта:
Каждому типу почв соответствует свой тип бокажа, но составные элементы ландшафта всегда одни и те же. Пастбища, более или менее влажные, с более или менее густой травой, огорожены живыми изгородями из кустарника, цветущего весной, усиленного «головастиками», то есть деревьями, которые безжалостно подрезаются приблизительно до уровня двух метров над землей. В местностях, где дует сильный ветер, особенно близ морского побережья, появляются высокие деревья, усиливающие создаваемый изгородью экран.
Пьер объяснял возникновение бокажей климатом региона, интенсивными вырубками лесов и последующими особенностями аграрного хозяйствования. Здесь возник целый ряд монастырей и поселений вокруг них, которым требовалось много древесины. Кроме того, отдельные крестьяне поселялись в лесу и строили там отдельные дома, вокруг которых для удобства хозяйствования и содержания скота на небольшом пространстве вырубались деревья, а на этих местах отводились участки с травой. Крестьяне ограждали свои наделы живой изгородью и высаживали фруктовые деревья.
Предназначенный в первую очередь для снижения разрушительного воздействия океанических ветров, приводящих к эрозии почвы, бокаж также является неплохим укрытием для отдельных частей сухопутных войск, находящихся в обороне. Здесь можно было легко спрятаться и вести нерегулярные военные действия, что происходило, например, во время шуанских восстаний в эпоху Великой французской революции.

## История

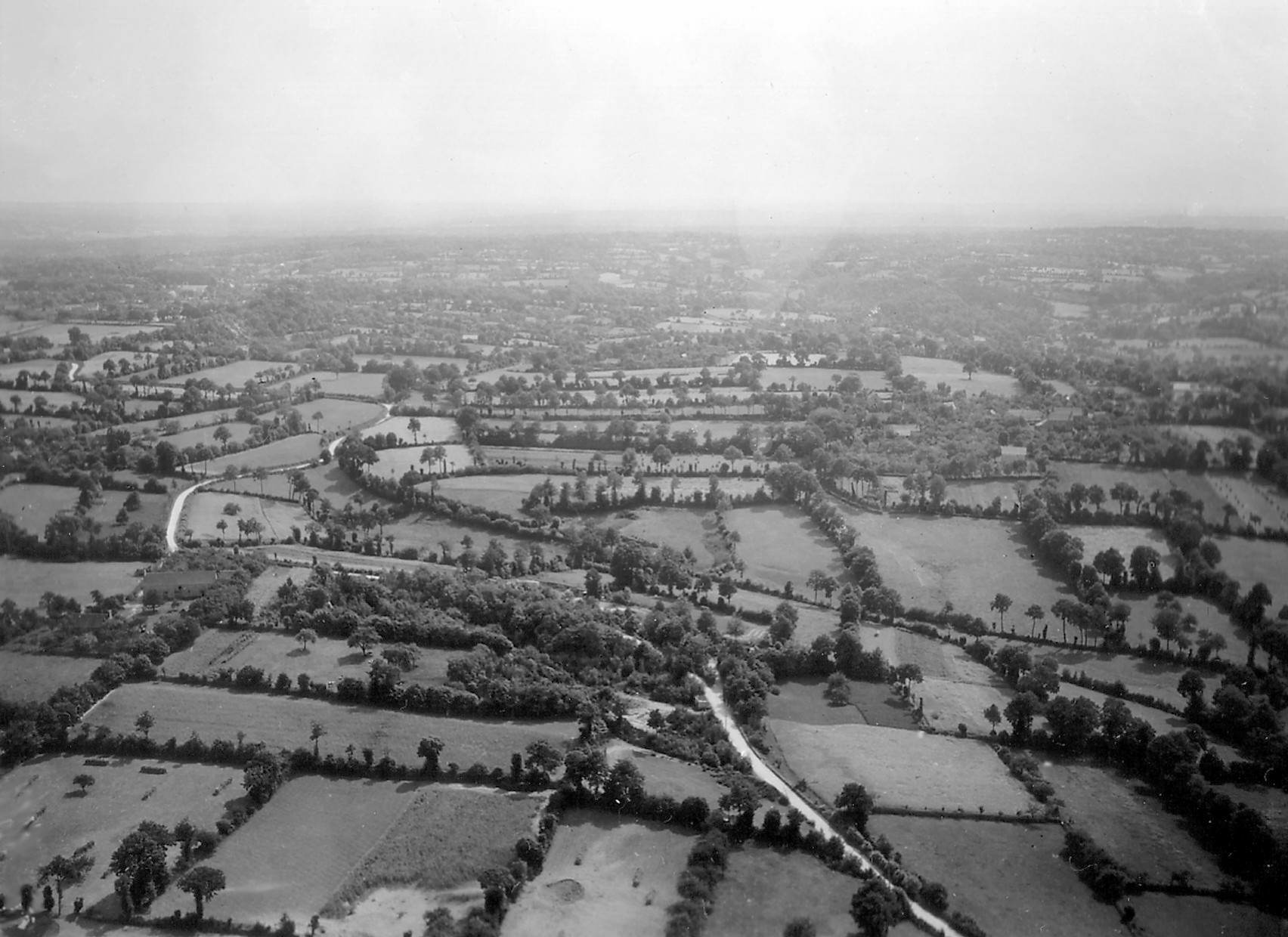
Снимок территории на полуострове Котантен.

В 1934 году французский справочник Le Petit Larousse Illustré давал следующее определение бокажу: «bosquet, небольшой лес, милый тенистый лесок», а bosquet определял как «заросли деревьев». Термин начал распространяться с территории Франции в период Второй мировой войны. Позже термином bocage стали обозначать элементы декора и напольную кладку в деревенском стиле, в первую очередь применение данного слова относилось к отдельным местностям территории Нормандии, где пастбища и подлесок был перемешан с полями и извилистыми тропинками, утопленными между узкими грядами и насыпями, увенчанными высокими и широкими живыми изгородями.
Подобная система была предназначена в первую очередь для защиты от ветра, эрозии почв, но также существенно снижала просматриваемость территории. Это стало существенным затруднением для продвижения войск союзников (в первую очередь американских частей) во время проведения операции «Оверлорд» (1944) и последующих боёв. Бокаж снижал не только видимость, но также затруднял действия танковых частей и снижал эффективность применения артиллерии. В американских донесениях бокаж значился как «живые изгороди» (англ. hedgerows). Участник боёв Белтон Янгблад Купер назвал нормандские бокажи «смертоносными капканами» для частей США. Он связывал их появление с завоеванием Нормандии норманнами и их последующим типом ведения хозяйства: «За семь веков норманнского владычества эрозия разъела почву, превратив полезащитные полосы в настоящие земляные валы высотой от почти двух до двух с половиной метров и с толщиной у основания в три — три с половиной метра». По его словам, проломить такие живые заграждения не мог и танк: «Более труднопреодолимой преграды для высокоподвижных танковых и мотопехотных частей не могли бы придумать и немецкие генералы. Даже прославленные линии Мажино и Зигфрида выглядели рядом с ними бледно».